# Laubach (Assia)
Laubach è una città di 9 801 abitanti, dell'Assia, in Germania.

Appartiene al distretto governativo (Regierungsbezirk) di Gießen e al circondario (Landkreis) di Gießen (targa GI).